# شاهزاده شارل الکساندر لورن
شاهزاده شارل الکساندر لورن (شارل الکساندر امانوئل دی لورن) (۱۲ دسامبر ۱۷۱۲ در لونویل- ۴ ژوئیه ۱۷۸۰ در ترووران) یک ژنرال اتریشی متولد دوک‌نشین لورن، فرماندار و حاکم مستقل هلند اتریش بود که گاهی عنوان دوک لورن نیز به او داده می‌شود.
همچنین وی برادر فرانتس، دوک لورن و (بعدها امپراتور مقدس روم) بود.